# Askims samt Västra och Östra Hisings häraders valkrets
Askims samt Västra och Östra Hisings häraders valkrets (även kallad Hisings och Askims domsagas valkrets) var en egen valkrets med ett mandat vid riksdagsvalen till andra kammaren 1866–1869 samt 1908. Valkretsen, som omfattade Västra och Östra Hisings samt Askims härader, uppgick i valet 1872 i Västra och Östra Hisings, Askims och Sävedals domsagas valkrets. Inför valet 1908 återfördes Askim och Hisingen till en gemensam valkrets, som slutligen avskaffades vid införandet av proportionellt valsystem i riksdagsvalet 1911 då området uppgick i Göteborgs och Bohus läns södra valkrets.

## Riksdagsmän
- Jöns Rundbäck, lmp (1867–1872)

För perioden 1873–1908, se Västra och Östra Hisings, Askims och Sävedals domsagas valkrets (1873–1884) samt Askims och Sävedals häraders valkrets och Västra och Östra Hisings häraders valkrets (1885–1908)
- Herman Andersson, lmp (1909–1908)

## Valresultat

### 1908 (överklagat)
| Andrakammarvalet i Sverige 1908: Askims samt Västra och Östra Hisings häraders valkrets | Andrakammarvalet i Sverige 1908: Askims samt Västra och Östra Hisings häraders valkrets | Andrakammarvalet i Sverige 1908: Askims samt Västra och Östra Hisings häraders valkrets | Andrakammarvalet i Sverige 1908: Askims samt Västra och Östra Hisings häraders valkrets | Andrakammarvalet i Sverige 1908: Askims samt Västra och Östra Hisings häraders valkrets |
| Kandidat                                                                                | Kandidat                                                                                | Röster                                                                                  | Röster                                                                                  | Röster                                                                                  |
| Kandidat                                                                                | Kandidat                                                                                | Antal                                                                                   | %                                                                                       | +− %                                                                                    |
| --------------------------------------------------------------------------------------- | --------------------------------------------------------------------------------------- | --------------------------------------------------------------------------------------- | --------------------------------------------------------------------------------------- | --------------------------------------------------------------------------------------- |
|                                                                                         | Herman Andersson                                                                        | 731                                                                                     | 50,2                                                                                    |                                                                                         |
|                                                                                         | Johan Alfred Björklund (frisinnad)                                                      | 724                                                                                     | 49,8                                                                                    |                                                                                         |
| Antal giltiga röster                                                                    | Antal giltiga röster                                                                    | 1 455                                                                                   |                                                                                         |                                                                                         |
| Kasserade röster                                                                        | Kasserade röster                                                                        | 5                                                                                       |                                                                                         |                                                                                         |
| Totalt                                                                                  | Totalt                                                                                  | 1 460                                                                                   |                                                                                         |                                                                                         |

Valet ägde rum den 6 september 1908. Valdeltagandet var 47,4%. Valet överklagades dock och fick tas om.

### 1908
| Andrakammarvalet i Sverige 1908: Askims samt Västra och Östra Hisings häraders valkrets | Andrakammarvalet i Sverige 1908: Askims samt Västra och Östra Hisings häraders valkrets | Andrakammarvalet i Sverige 1908: Askims samt Västra och Östra Hisings häraders valkrets | Andrakammarvalet i Sverige 1908: Askims samt Västra och Östra Hisings häraders valkrets | Andrakammarvalet i Sverige 1908: Askims samt Västra och Östra Hisings häraders valkrets |
| Kandidat                                                                                | Kandidat                                                                                | Röster                                                                                  | Röster                                                                                  | Röster                                                                                  |
| Kandidat                                                                                | Kandidat                                                                                | Antal                                                                                   | %                                                                                       | +− %                                                                                    |
| --------------------------------------------------------------------------------------- | --------------------------------------------------------------------------------------- | --------------------------------------------------------------------------------------- | --------------------------------------------------------------------------------------- | --------------------------------------------------------------------------------------- |
|                                                                                         | Herman Andersson                                                                        | 1 194                                                                                   | 55,6                                                                                    |                                                                                         |
|                                                                                         | Johan Alfred Björklund (frisinnad)                                                      | 952                                                                                     | 44,4                                                                                    |                                                                                         |
| Antal giltiga röster                                                                    | Antal giltiga röster                                                                    | 2 146                                                                                   |                                                                                         |                                                                                         |
| Kasserade röster                                                                        | Kasserade röster                                                                        | 5                                                                                       |                                                                                         |                                                                                         |
| Totalt                                                                                  | Totalt                                                                                  | 2 151                                                                                   |                                                                                         |                                                                                         |

Valet ägde rum den 22 november 1908. Valdeltagandet var 70,1%.